# Phaenolobus fulvicornis
Phaenolobus fulvicornis är en stekelart som först beskrevs av Johann Ludwig Christian Gravenhorst 1829.  Phaenolobus fulvicornis ingår i släktet Phaenolobus och familjen brokparasitsteklar. Utöver nominatformen finns också underarten P. f. nigricaudatus.